# Bracon subellipticus
Bracon subellipticus är en stekelart som beskrevs av Granger 1949. Bracon subellipticus ingår i släktet Bracon och familjen bracksteklar. Inga underarter finns listade.